# Écija
Écija (in antico Astygi, poi Astigi) è un comune spagnolo di 39 882 abitanti situato nella comunità autonoma dell'Andalusia.
Cittadina tipicamente andalusa è situata sulla via che unisce Cordova a Siviglia nella valle del fiume Genil, affluente del Guadalquivir, sulla collina di San Gil, a 110 metri di altitudine. Gli archeologi affermano, sulla base dei ritrovamenti, che nella preistoria a partire dal 2300 a.C. la zona era percorsa da popolazioni alla ricerca di rame e stagno, verso il 1500 vi si stabilirono i Tartessi ai quali è attribuita la fondazione della città.

## Storia

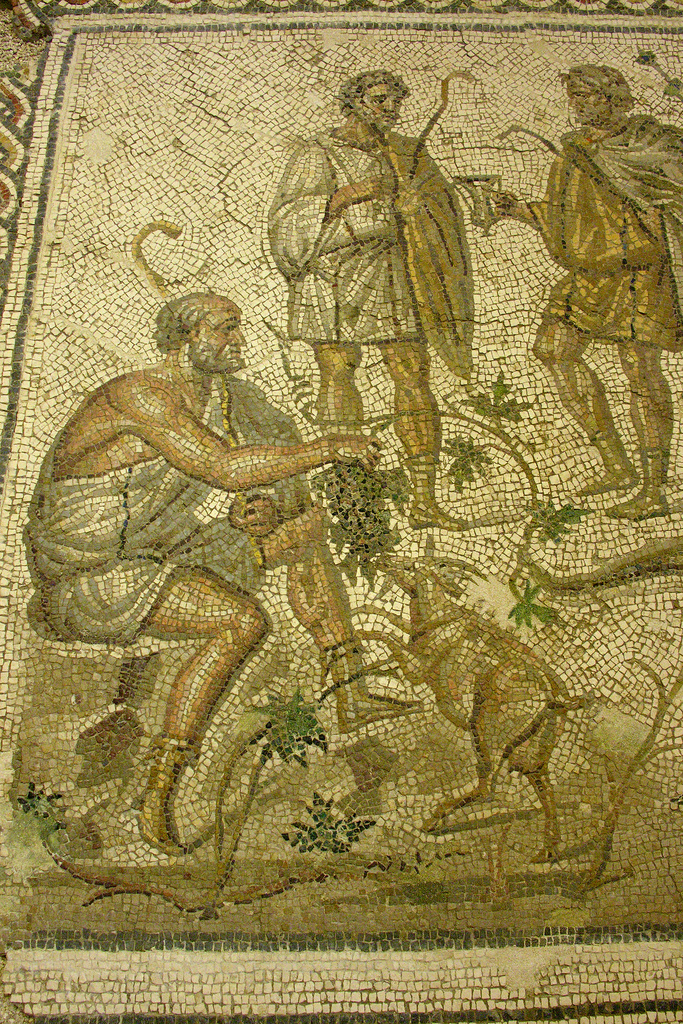
Mosaico romano della antica Astigi

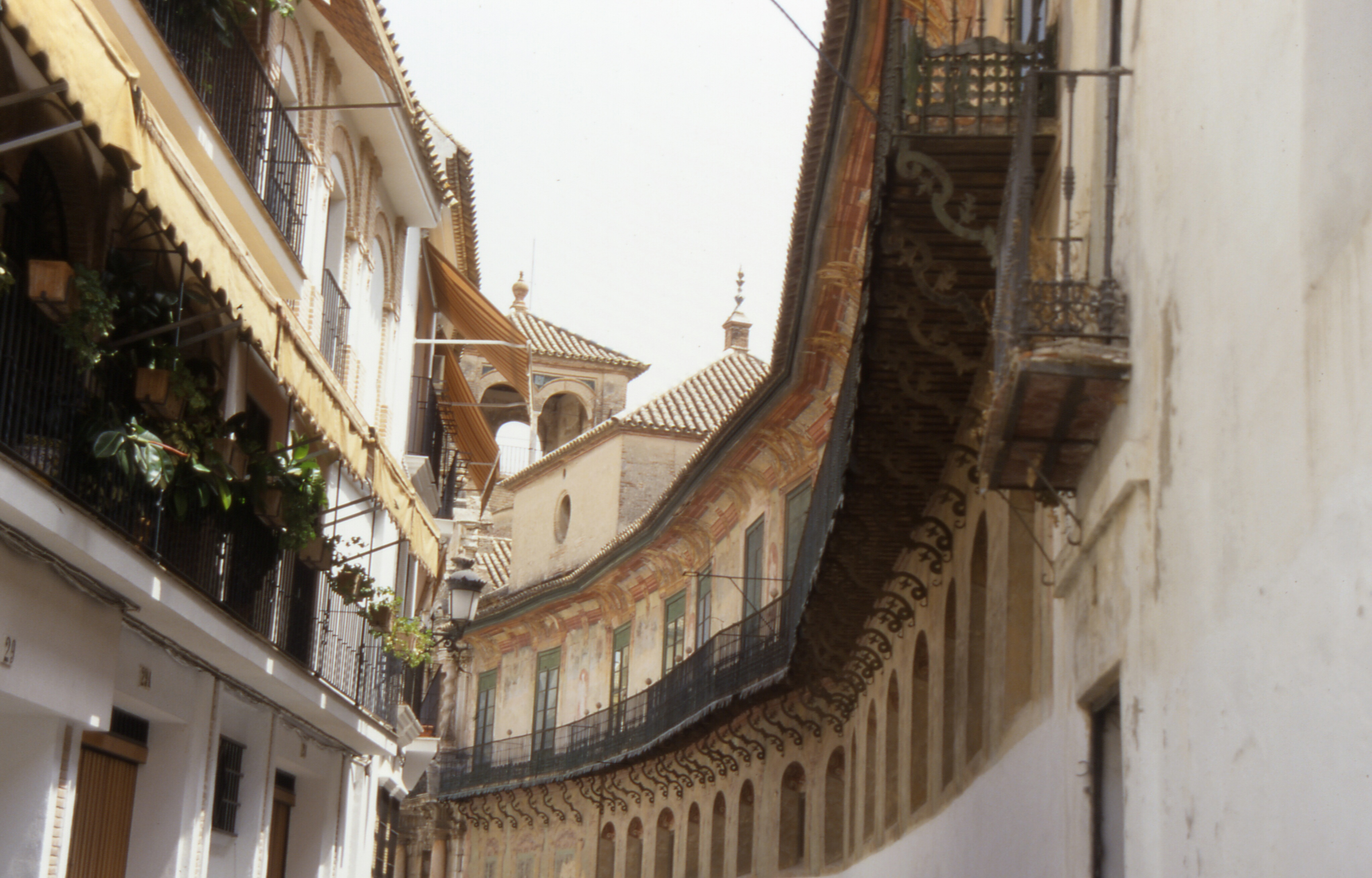
Calle caballeros a Écija

L'origine greca del suo nome (Astygi) fa concludere che, nella lotta fra Greci e Cartaginesi per impossessarsi delle terre del bacino del Mediterraneo, Écija sia stata sotto l'influenza greca per un certo periodo. Écija raggiunse però la maggior floridezza durante la dominazione romana quando la Colonia Augusta Firma Astigia fu capitale di uno dei quattro distretti giuridici in cui era divisa la provincia Betica, una delle tre province in cui i Romani avevano diviso tutta la Spagna. L'essere collegata al mare grazie al fiume Genil, navigabile allora, e al Guadalquivir e la sua posizione sulla via Augusta ne fecero centro di produzione ed esportazione di olio d'oliva per tutto l'impero romano. La città attuale è costruita sopra l'antica città romana ed è ancora frequente in occasione di qualche scavo il ritrovamento casuale di resti romani, di mosaici ed oggetti in tutto il suo territorio municipale. La cristianizzazione dell'Andalusia fu rapida ed Écija fu sede vescovile dal VI all'XI secolo. Assoggettata come Siviglia e Cordova dai Visigoti non perse la floridezza raggiunta, anzi l'aumentò durante l'occupazione araba, in cui assunse il nome di Istiya o Astiya. Gli Arabi la chiamavano la "città del cotone" che, evidentemente, era qui coltivato e commercializzato e la cinsero di una cerchia di mura con torri sul modello delle fortificazioni almoade.
Fu capitale di provincia dell'emirato, poi califfato di Cordova.
La dominazione araba si concluse nel 1240 allorché fu conquistata da Ferdinando III e si trasferirono qui alcune famiglie castigliane. La fertilità delle sue terre e la sua posizione geografica le consentirono un notevole sviluppo economico. Nel XVIII secolo Enrico III le concesse il titolo di città che consentiva la formazione di organi di autogoverno.
Importante fu l'attività dell'allevamento dei cavalli pura razza spagnola, anglo-araba e ispano-araba, attività ancora in vigore attualmente, in cui viene data grande importanza oltre che alla selezione delle razze agli sport equestri e pressoché ogni mese ci sono gare di salto e concorsi ippici.
Il secolo di maggior floridità fu il XVIII, ma Écija fu sempre considerata una città ricca. Chiamata "città del sole" e "città delle torri", è considerata uno dei centri artistici più importanti dell'Andalusia e nel 1986 è stata dichiarata Conjunto Historico Artistico.
Fra i personaggi illustri legati ad Écija si ricordano Gerónimo de Aguilar, San Fulgenzio e Santa Florentina.

## Monumenti e luoghi d'interesse

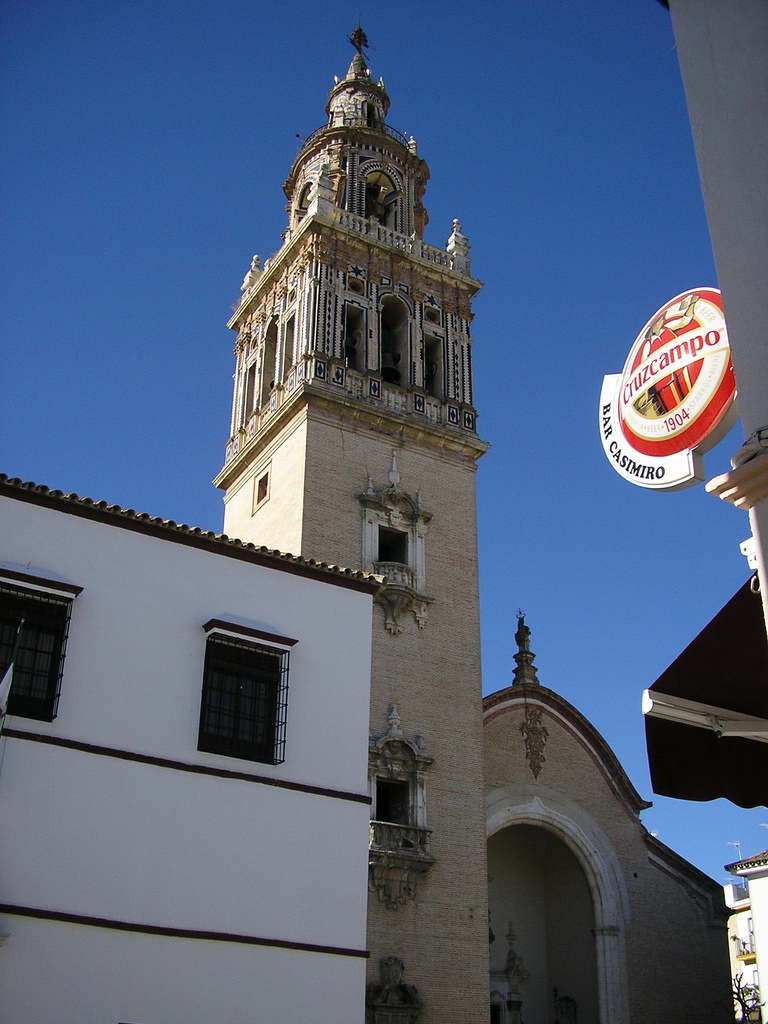
La chiesa di Santa María a Écija

- Chiesa di Santa Maria, costruita in stile barocco nel XVIII secolo sopra una chiesa mudéjar, ha una torre che ricorda la Giralda di Siviglia.

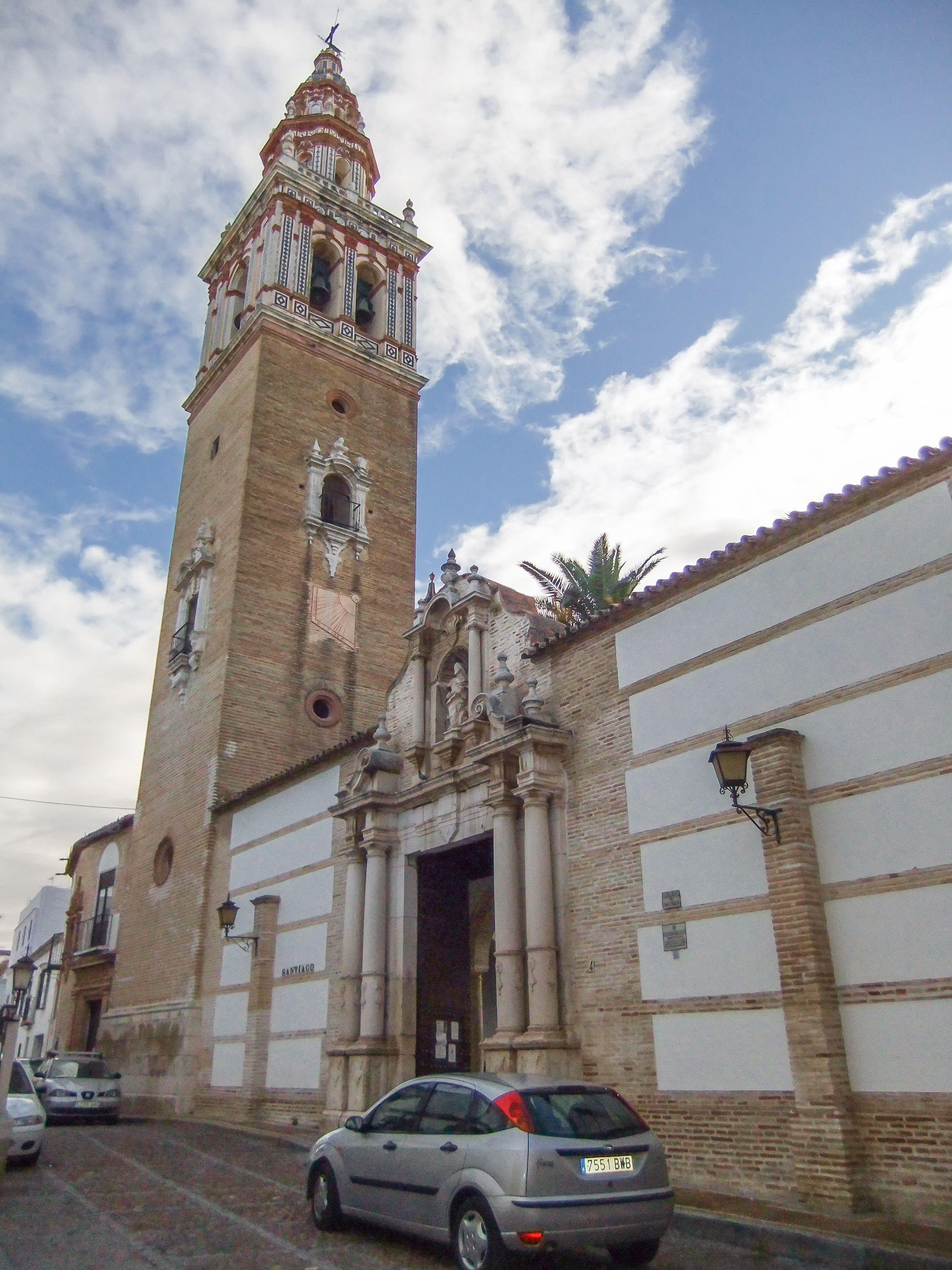
La chiesa di Santiago.

- Iglesia de Santiago, dichiarata monumento nazionale è un bell'esempio di chiesa in stile gotico-mudejar del XV secolo. La torre è del 1766.
- Parroquia de Santa Cruz chiesa parrocchiale che sorge sul posto dove sorgeva una chiesa visigota e, successivamente, una moschea araba il cui minareto è stato trasformato nella torre campanaria. Contiene il Museo de Arte sacra, con oreficerie, mobili, paramenti.
- Iglesia de San Gil, chiesa posta nella zona più alta della città eretta in stile mudejar nel 1479 e modificata nel XVIII secolo in forme barocche come il campanile costruito dal 1777-1783.
- Iglesia de San Juan, chiesa del XVI secolo, poi abbandonata e in rovina e restaurata in stile barocco. La torre, considerata la più bella della città è barocca del XVIII secolo.
- Iglesia de Santa Barbara, costruita sopra un edificio romano subì un'inondazione che causò gravi danni e fu ricostruita in stile mudejarnel XVIII secolo.
- Iglesia de la Victoria, barocca del XVI secolo.
- Iglesia del Carmen, costruita nel XV secolo poi modificata nei secoli XVI e XVIII. La torre è del 1637.
- Iglesia de la Concepcion, detta anche Hospitalito perché appartiene all'ospedale. È monumento nazionale ed è stata eretta nel 1592.
- Iglesia de San Felipe Neri, neoclassica del 1895.
- Convento de Santa Florentina, dei secoli XVII-XVIII, barocco non puro.
- Convento de San Pablo y Santo Domingo di stile mudejar del XIV secolo con modifiche dei secoli XVI-XVII.
- Convento de las Concepcionistas Franciscanas, barocco dei secoli XVI-XVIII.
- Convento de las Hermanas de la Cruz, del 1924.
- Convento de Capucinos, del 1639.
- Convento de la Merced, del 1629, subì un'inondazione e fu ricostruito nei secoli XVII-XVIII.
- Real Convento de santa Tnés, del 1487 modificato nel XVII secolo.
- Iglesia de la Limpia Concepción de Nuestra Señora barocca del 1610-1612, sconsacrata ora oapita un ospizio per vecchi.
- Convento de las Teresas, antico palazzo civile mudejar dei secoli XIV-XV fu trasformato nel 1680 in convento.
- Convento de las Filipenses, in stile mudejar del XVI secolo.
- Palacio de Peñaflor, barocco del 1700-1775 è stato abitato dalla famiglia Peñafrol finché non si è estinta nel 1958: è occupato dal Museo Historico Municipal di archeologia che espone pezzi metallici e di sculture preistorici, tartessici, romani e islamici.
- Palacio de Benane, barocco del XVIII secolo.
- Palacio de Valdehermoso, rinascimentale con torri del XVI secolo
- Palacio de la Palma, costruito nel XVI secolo sopra un antico convento domenicano, ospita il Museo casa de la Palma, con saloni e camere da letto arredate con mobili e oggetti artigianali dell'epoca del palazzo.
- Palacio de justicia, decorato ispirandosi allo stile dell'Alhambra.
- Palacio Almenara Alta, barocco del XVII secolo.

## Feste
Le feste sono quelle comuni a tutte le città dell'Andalusia, soprattutto la Settimana santa in cui le processioni con i pasos si svolgono in silenzio rotto solo dalle saetas, invocazioni di amore per Cristo e la Vergine modulate secondo il cante jondo da cantori specializzati. Le altre feste sono patronali religiose e profane e le romerias, pellegrinaggi in cui ai riti sacri seguono colazioni all'aperto, danze e canti.
A Écija si organizza anche un concorso annuale di flamenco, gara che si protrae nel tempo secondo il protocollo tipico delle coppe sportive con graduatorie, eliminazioni e finali.

## Dintorni
- A 45 km Carmona città di aspetto moresco.
- A 45 km Cordova
- A 25 km La Carlota centro agricolo fondato da Carlo III nel XVIII secolo.
- A 20 km La Luisiana altro centro agricolo del XVIII secolo

## Amministrazione

### Gemellaggi
- Aranjuez